# マイル・エンド駅
マイル・エンド駅（マイル・エンドえき、英語: Mile End tube station）はイースト・ロンドン、タワー・ハムレッツにあるロンドン地下鉄ハマースミス&シティー線、ディストリクト線、セントラル線の駅である。トラベルカード・ゾーン2に含まれる。

## 歴史
当駅は1902年にホワイトチャペル・アンド・ボウ鉄道の駅として開業した。1905年に電化され、1936年以降はディストリクト線及びハマースミス&シティー線（のちにメトロポリタン線）の一部として運営された。1946年にセントラル線東進に併せて大改修され、1946年12月4日にセントラル線が乗り入れを開始している。1950年にはロンドン地下鉄に移管された。

## 現状

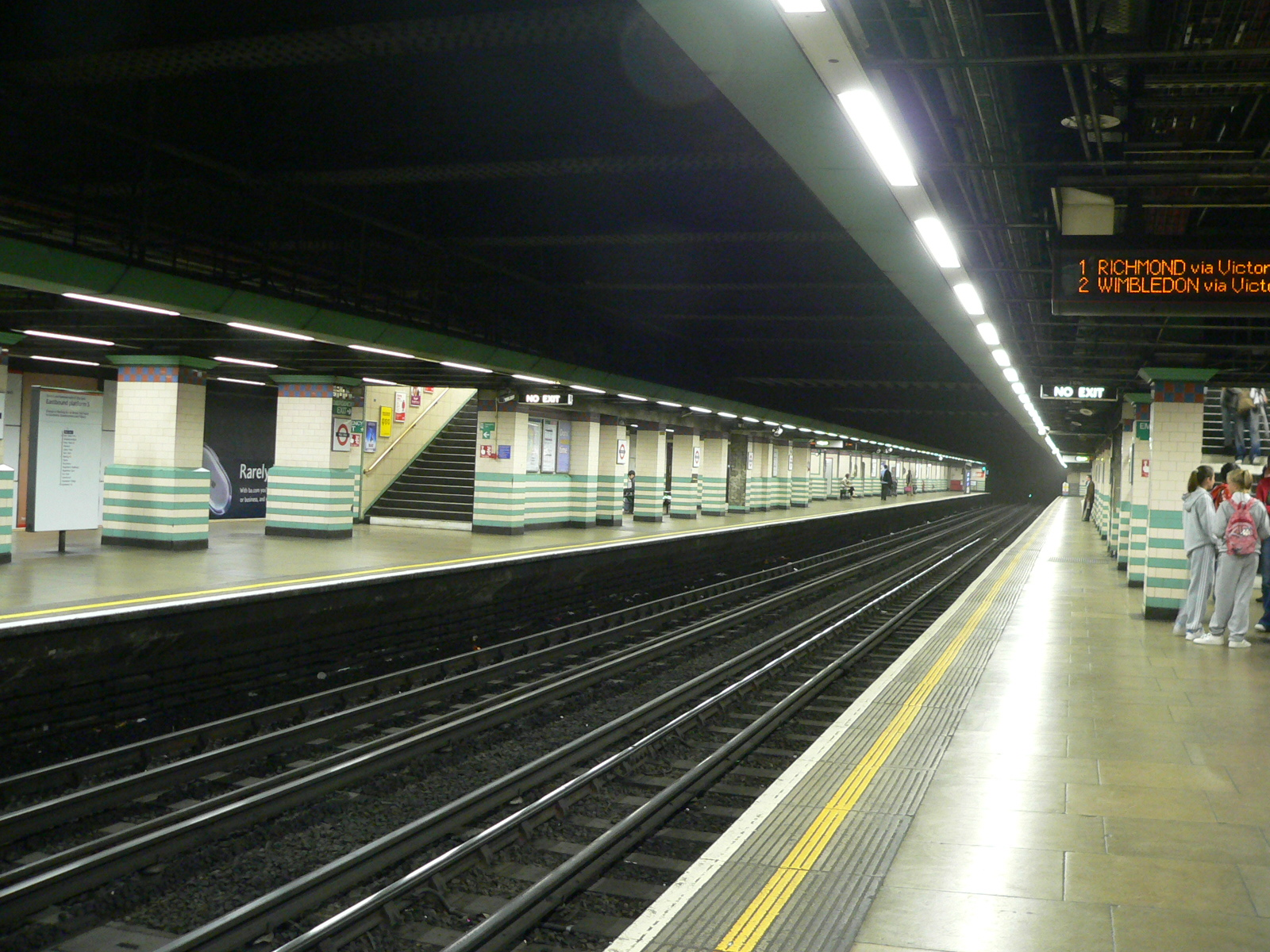
改修前のホームの様子。写真に写っている中央のホームをハマースミス&シティー線とディストリクト線が使用し、外側のホームをセントラル線が使用している。

当駅はロンドン地下鉄の中で、半地表路線（ディストリクト線、ハマースミス&シティー線）と大深度路線（セントラル線）が対面乗り換えできる唯一の駅である。駅名は駅近くを通るマイル・エンド・ロードにちなむもので、マイル・エンドの名前は当地がシティ・オブ・ロンドンから東に1マイル（約1.6 km）であることを示すマイルストーンがあることによっている。実際にはこのマイルストーンは当駅より東にあるステップニー・グリーン駅に近い。

## 駅周辺
当駅附付近には著名な観光地であるヴィクトリア・パーク、マイル・エンド・パーク、リージェンツ運河がある。クイーン・メアリー (ロンドン大学), マイル・エンド病院、王立ロンドン病院の一部だったセント・クレメンツ病院（現在は閉鎖）が駅周辺に位置する。

## バス路線
ロンドンバス25、205、277、323、339、425、D6、D7、深夜バスN205、ナショナル・エクスプレス・コーチA9が当駅を経由する。

## 隣の駅
ロンドン交通局
ロンドン地下鉄
■セントラル線
ベスナル・グリーン駅 - マイル・エンド駅 - ストラトフォード駅
■ディストリクト線
ステップニー・グリーン駅 - マイル・エンド駅 - ボウ・ロード駅
■ハマースミス&シティー線
ステップニー・グリーン駅 - マイル・エンド駅 - ボウ・ロード駅